# 迈克尔·曼希恩尼
迈克尔·伊恩·曼希恩尼（英語：Michael Ian Mancienne，1988年1月8日—）是英格蘭職業足球員，司職後衛，出身英超球會車路士，曾効力德甲球會漢堡，現效力伯顿。

## 生平

### 球會
車路士
當文切尼只有9歲時為地區球隊京士唐烈安（Kingstonian）比賽而被車路士的球探發掘，仍然在學時已首次代表車路士預備隊上陣。文切尼於2006年1月年滿18歲即獲球隊提供職業球員合約，更在2005/06年球季最後一場比賽獲提升到一隊的後備席。
2006年夏季文切尼隨同一隊到美國作季前之旅，於新球季展開後在社區盾對利物浦及首兩場聯賽（曼城及布力般流浪）出任後備，可惜沒有機會上陣。無法在史丹福橋球場取得比賽時間，文切尼獲車路士放行，外借到英冠球隊昆士柏流浪汲取比賽經驗，在外借上陣的28場比賽大部份時間擔任右後衛，只有數次獲派擅長的中堅席位，但他的表現甚獲昆士柏流浪球迷的喜愛，被選為「球迷票選最佳青年球員」（Supporters' Young Player of the Year）的亞席。
2007年8月與「藍軍」續約到2010年之後，文切尼同意於2007/08年球季再外借到昆士柏流浪多一年。
借用期滿文切尼返回母會，再次成為一隊季前熱身的一員，在車路士陣中有、等國腳級球員，文切尼在2008/09年球季初期又一次坐「冷板凳」。文切尼對於缺乏出賽機會感到極度沮喪，透露希望離隊爭取更佳前途。2008年10月27日文切尼獲准外借到另一支英冠球隊狼隊兩個月，於翌日2-1擊敗中，在81分鐘後補入替另一員借將，11月1日首次正選為狼隊披甲作客2-1擊敗卡迪夫城，更獲選為「最佳表現球員」（Man of the Match）。12月24日狼隊延長借用一個月，更希望於冬季轉會窗續借用到球季結束，但文件尚未弄好，車路士於2009年1月2日召回文切尼。2月14日於足總盃作客3-1擊敗首次代表一隊上陣。
2009年8月13日文切尼再被外借到已升班英超的狼隊一個球季，期間合共上陣33場，更轉型成為一名防守中場。2010年8月26日文切尼連續第三季獲外借到狼隊，同樣為期一季，據報狼隊曾有意正式將他收歸旗下，但以他與車路士仍有三年合約在身而告吹。
漢堡
2011年5月31日文切尼追隨車路士前技術總監法蘭·晏尼臣（Frank Arnesen）加盟德甲球會漢堡，轉會費175萬英鎊，簽約四年。
諾定咸森林
2014年7月16日，英冠的诺丁汉森林從漢堡簽入文切尼，轉會費沒有正式公佈，估計約100萬英鎊，合約為期三年。

### 國家隊
文切尼曾代表英格蘭U16到U21參加各級青少年國際賽事，並獲委任為U18的隊長，亦是英格蘭U21的主力成員。2006年文切尼婉拒效力其父親老米高原籍的塞舌爾。2007年8月16日文切尼首次獲徵召加入英格蘭U21，8月21日在對羅馬尼亞U21首次上陣，於下半場後補入替。
2008年11月15日卡比路出人意表地挑選文切尼加入英格蘭在柏林友賽德國的名單中。
2009年6月1日文切尼獲選進入英格蘭U21參加在瑞典舉行2009年歐洲U-21足球錦標賽決賽週最後23人大軍名單。6月8日英格蘭U21對阿塞拜疆U21進行熱身賽，文切尼開賽後僅1分鐘先拔頭籌，是他個人首個U21入球，最終協助球隊大勝7-0完場。6月15日首戰芬蘭U21，上半場與門將祖·赫特（Joe Hart）發生誤會，最後因拉跌對方鋒將被罰十二碼，更被紅牌直接驅逐離場，幸而最終仍以2-1險勝對手。

## 榮譽
車路士
- 足總盃：2009年

## 外部連結
- 足球数据库：迈克尔·曼希恩尼的球员统计数据
- fussballdaten.de：迈克尔·曼希恩尼之統計數據 （德文）